# Ciekły azot

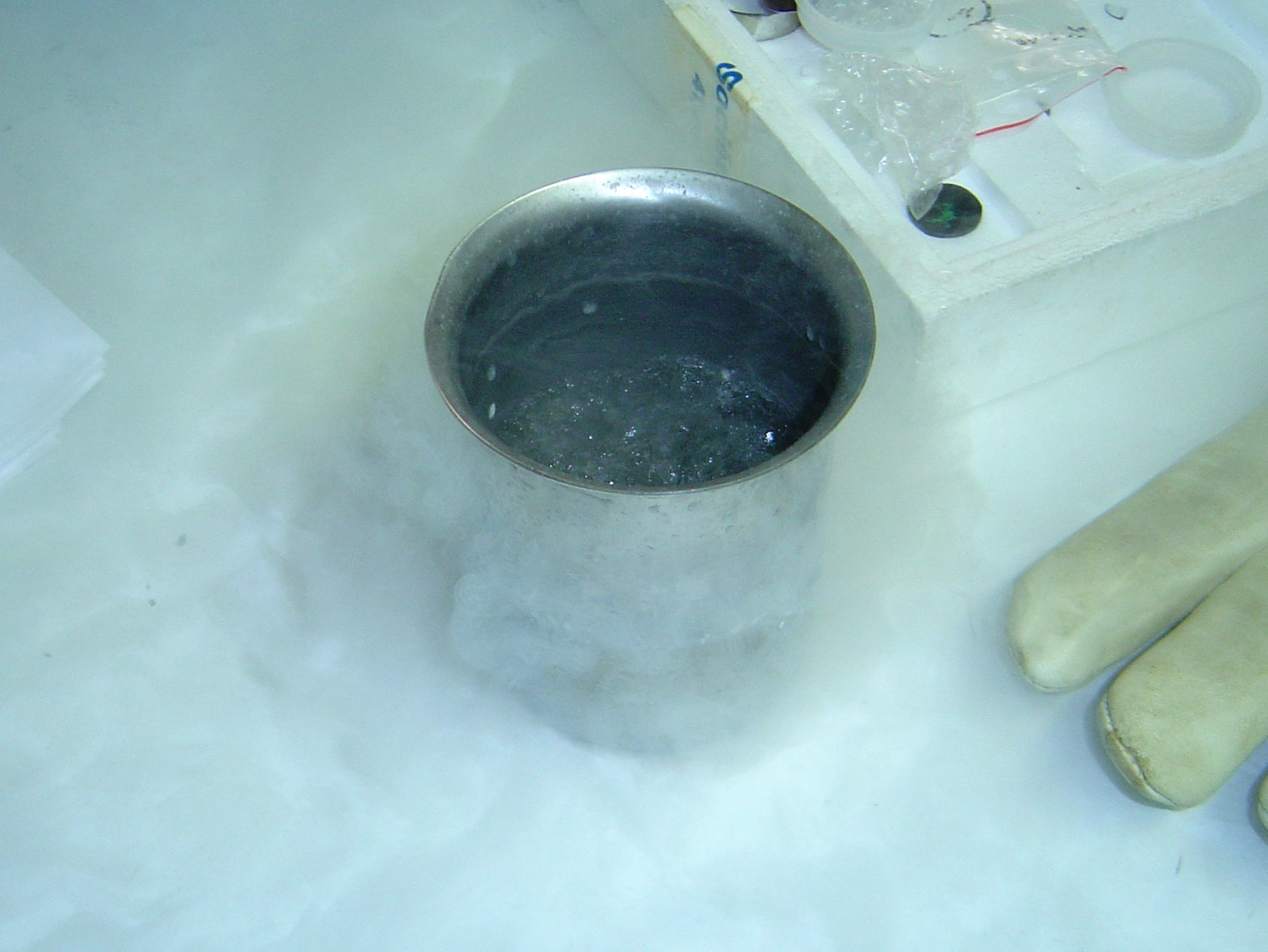
Wrzący ciekły azot

Ciekły azot (skroplony azot, symbol: LN2) – azot pierwiastkowy w stanie ciekłym.
W otwartym naczyniu w warunkach normalnych czysty azot wrze w temperaturze −195,8 °C (77,35 K w zależności od czystości i aktualnego ciśnienia atmosferycznego w zakresie 77–78 K), a ulega zestaleniu przy −210,0 °C (63,14 K).
Skroplenie azotu zostało dokonane po raz pierwszy 13 kwietnia 1883 roku przez profesorów UJ w Krakowie, Zygmunta Wróblewskiego i Karola Olszewskiego.
Współcześnie ciekły azot otrzymywany jest na wielką skalę przez skraplanie i parowanie frakcjonujące powietrza atmosferycznego. Używany jest w laboratoriach naukowych jako czynnik termostatyczny i chłodzący, a także źródło azotu gazowego do atmosfery ochronnej, syntezy amoniaku w procesie Habera. Przechowywany jest w naczyniach termostatycznych zwanych naczyniami Dewara.